# 19 Aquilae
Désignations
19 Aquilae (en abrégé 19 Aql) est une étoile de la constellation de l'Aigle, située à ∼ 142 a.l. (∼ 43,5 pc) de la Terre.